# Bulle Ogier
Bulle Ogier (nascida Marie-France Thielland; Boulogne-Billancourt, 9 de agosto de 1939) é uma atriz francesa. O sobrenome profissional Ogier adotado pela atriz era o nome de solteira de sua mãe. Ao longo de sua carreira, Ogier atuou em diversas obras do cinema, teatro e televisão.

## Carreira
No início da década de 1960, Bulle Ogier conhece o diretor e roteirista Marc'O, que sugere que ela faça aulas de teatro. Entre 1963 e 1966, Ogier acaba atuando em quatro peças de Marc'O: Le Printemps, Les Playgirls, Les Bargasses e Les Idoles.
Após fazer sucesso no musical Les Idoles, o talento de Ogier chamou atenção e ela conseguiu fazer sua estreia nos cinemas em 1966 no média-metragem Voilà l'ordre de Jacques Baratier. No ano seguinte, Ogier atuou no filme Les Idoles, uma adaptação cinematográfica da peça de Marc'O.
Em 1971, ela passou a ter reconhecimento internacional com o sucesso do filme La Salamandre de Alain Tanner, que rendeu a ela o terceiro lugar na categoria de Melhor Atriz na Sociedade Nacional de Críticos de Cinema de 1972. Ao longo das décadas seguintes, Ogier estrelou em diversos filmes e peças de grandes nomes do cinema francês como Jacques Rivette, Marguerite Duras e Barbet Schroeder.
No Prêmios do Cinema Europeu de 1992, Ogier foi indicada na categoria de Melhor Atriz Coadjuvante pelo filme Nord. Dois anos depois, Ogier ganhou um prêmio de atuação no Festival Internacional de Cinema de Locarno com o filme Personne ne m'aime.
Em 2000, ela foi indicada ao César de melhor atriz coadjuvante pelo seu papel no filme Vénus Beauté (Institut). Em 2008 ela foi indicada novamente para a mesma categoria, dessa vez pela sua atuação no filme Faut que ça danse!.

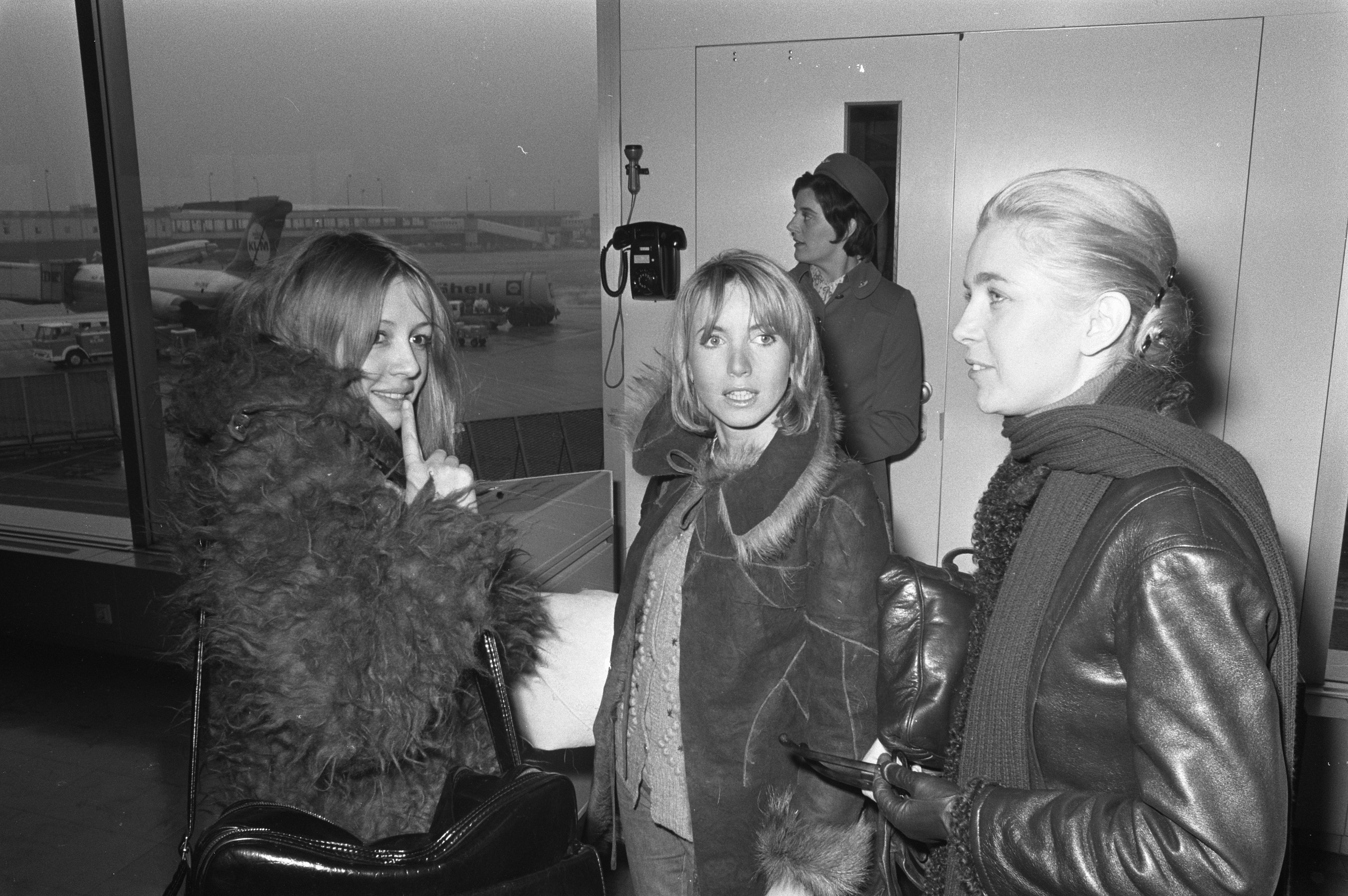
As atrizes Juliet Berto, Bulle Ogier e Marie Dubois em 1972.

No ano de 2006, a carreira de Ogier foi homenageada com um prêmio no Festival Internacional de Cinema de Montreal. Outra homenagem recebida pela atriz ocorreu em 2015 quando ela ganhou o Pardo alla carriera no Festival Internacional de Cinema de Locarno, um prêmio especial com o objetivo de homenagear a carreira de uma personalidade do cinema.
No teatro, Ogier foi indicada três vezes ao Prêmio Molière na categoria de Melhor Atriz Coadjuvante. Ela ganhou o prêmio em 2011 com a peça Rêve d’Automne e concorreu ao prêmio em 2008 e 2014 com as peças L'Homme sans but e Les Fausses Confidences, respectivamente.
Em 2019 ela publicou a autobiografia J'ai oublié com a ajuda da jornalista Anne Diatkine, onde ela conta sua vida de criança, mulher, atriz e mãe. A obra ganhou o Prêmio Médicis de redação de 2019.

## Vida pessoal
Seus pais se separaram alguns meses após seu nascimento. Ela cresceu com sua mãe, Marie-Louise Ogier, pintora, enquanto seu irmão mais velho foi criado por seu pai advogado, e sua irmã por sua avó paterna.
Aos dezoito anos, Bulle Ogier ficou grávida de sua filha Pascale Ogier. Ela chegou a casar-se com o pai de Pascale, Gilles Nicolas, mas eles se divorciaram dois anos depois. Após o divórcio, Bulle foi indicada por Hélène Lazareff a Coco Chanel e trabalhou para Chanel antes de virar atriz.

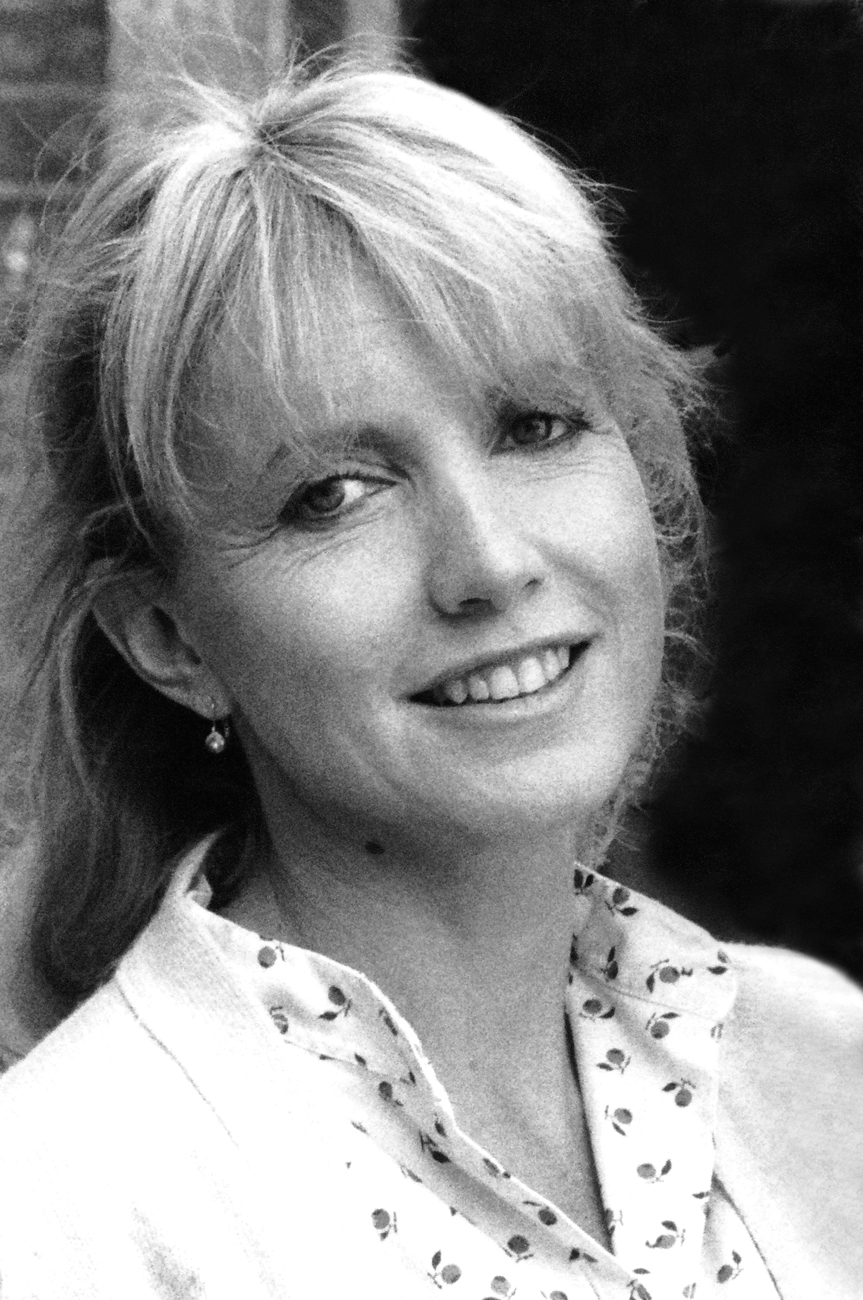
Bulle Ogier em setembro de 1980, aos 41 anos.

Ela foi uma das mulheres que assinaram o Manifesto das 343, escrito por Simone de Beauvoir e publicado na revista Le Nouvel Observateur em 1971. O manifesto foi assinado por 343 mulheres que admitiam ter tido um aborto e foi publicado numa época em que o aborto era proibido na França. O manifesto contribuiu para que, poucos anos depois, fosse removida a ilegalidade do aborto no país.
Sua filha Pascale Ogier, que também foi atriz, morreu no dia 25 de outubro de 1984, aos 25 anos, um mês após vencer o prêmio de Melhor Atriz no Festival Internacional de Cinema de Veneza. Pascale sofria de sopro cardíaco e morreu após ter uma overdose que causou uma parada cardiorrespiratória.
Bulle Ogier casou-se com o cineasta Barbet Schroeder em abril de 1991.
Em abril de 1990, ela recebeu o título de Cavaleira na Ordem Nacional da Legião de Honra, a condecoração honorífica mais elevada da França. Em janeiro de 2009, Ogier foi promovida de Cavaleira para Oficial na Legião de Honra.

## Filmografia selecionada
- L'Amour fou (1969) – Claire
- Paulina s'en va (1969) – Paulina
- Out 1: Noli me tangere (1970) – Pauline/Emilie
- Rendez-vous à Bray (1971) – Odile
- La Salamandre (1971) – Rosemonde
- La Vallée (1972) – Vivian
- Le charme discret de la bourgeoisie (1972) – Florence
- Io e lui (1973) – Irene
- La Paloma (1974) – mãe de Isidore
- Céline et Julie vont en bateau (1974) – Camille
- Un divorce heureux (1975) – Marguerite
- Maîtresse (1975) – Ariane
- Duelle (1976) – Viva
- Sérail (1976) - Ariane
- La Troisième génération (1979) – Hilde Krieger
- Le Pont du Nord (1981) – Marie
- Tricheurs (1984) – Suzie
- Aspern (1985) – Mlle Tita
- Mon cas (1986) – atriz n° 1
- Candy Mountain (1987) – Cornelia
- Das weite Land (1987) – Genia
- La Bande des quatre (1988) – Constance
- Nord (1991) – a mãe
- N'oublie pas que tu vas mourir (1995) – mãe de Benoît
- Irma Vep (1996) – Mireille
- Au cœur du mensonge (1999) – Évelyne Bordier
- Vénus Beauté (Institut) (1999) – Nadine
- La Confusion des genres (2000) – mãe de Laurence
- Deux (2002) – Anna
- Toutes ces belles promesses (2003) – Béatrice
- Merci Docteur Rey (2002) – Claude Sabrié
- Bord de mer (2002) – Rose
- Gentille (2005) – Angèle
- Belle Toujours (2006) – Séverine Serizy
- Ne touchez pas la hache (2007) – Princesa de Blamont-Chauvry
- Faut que ça danse! (2007) – Geneviève Bellinsky
- Passe-passe (2008) – Madeleine
- Les petits ruisseaux (2010) – Lucie
- Chantrapas (2010) – Catherine
- Boomerang – (2015) – Blanche Rey
- Encore heureux (2015) – Louise